# Siete Minutos
Seven in Heaven es una película estadounidense-canadiense de terror y suspense escrita y dirigida por Chris Eigeman. Será protagonizada por Travis Tope y Haley Ramm. Jason Blum es el productor a través de  Blumhouse Productions.

## Sinopsis
Jude y June entran en un armario oculto y emergen en una realidad alternativa, donde nada es como parece. Los adolescentes tienen que encontrar su camino de regreso a través del armario antes de que se cierre para siempre.

## Personajes
- Travis Tope como Jude.
- Haley Ramm como June.
- Dylan Everett como Kent.
- Claire Rankin como Sra. Brenner
- Gage Munroe como Eric Dragle.
- Alex Thorne como Thomas Phares.
- Jake Manley como Derek.
- Clark Backo como Nell.
- Marie Dame como mamá de Kent.
- Vinson Tran como David.

## Producción
En julio de 2017, Blumhouse Productions comenzó a filmar Seven in Heaven con Travis Tope y Haley Ramm protagonizando la película.

### Rodaje
La fotografía principal en la película comenzó en julio de 2017.